# Faktum (TV-program)
Faktum var ett samhällsprogram i Sveriges Television. Programmet beskrevs av SVT som "samhällsmagasin som provocerar och attackerar i en blandning av djupaste allvar, ironi och humor.". Det första programmet sändes den 25 november 2004, då med Olle Palmlöf som programledare. Palmlöf beslutade sig dock för att lämna programledarrollen sedan han ertappats för rattfylleri och i höstsäsongen 2005 tog Natanael Karlsson över som ny programledare.
Programmet fick stort genomslag i övriga media, bland annat i samband med bevakningen av valet 2006 då redaktionen skickade ett mail till Folkpartiets partiledare Lars Leijonborg och erbjöd honom frågorna till partiledarutfrågningen i förväg. Detta var en kommentar till spionskandalen inom Folkpartiet där ledande folkpartister tagit sig in på socialdemokraternas intranät och studerat deras valstrategi. 
Tittarsiffrorna för programmet var i många fall bättre i kärnmålgruppen "unga vuxna", än SVT:s renodlade ungdomssatsningar som till exempel Raggadish. Faktum lades ner hösten 2006.

## Kina-TV
I programmet fanns en serie sketcher kallad Kina-TV, där statsminister Göran Persson jämfördes med den kinesiske diktatorn Mao Zedong. Sketcherna parodierade kinesiska nyhetsprogram. De var på kinesiska med kinesiska reportrar och svensk text, och hade inslag om "partikamraterna" i Sverige.
Sketcherna följdes upp av Freedom News Network, som parodierade nyhetsprogram från USA, med inslag om Allians för Sverige. Efter valet 2006 fortsatte Kina-TV med att hylla den nya regeringen.
Under OS 2008 har SVT visat fler avsnitt av Kina-TV.